# Richardia brasiliensis
Richardia brasiliensis  es una especie de planta fanerógama perteneciente a la familia Rubiaceae
 En Brasil se conoce como poaia branca. Es originaria de América del Sur. Se trata de una especie introducida y, a veces un invasor de malezas en muchos otros lugares, incluyendo Hawái, Indonesia, Japón y Tailandia. Es una mala hierba de los cítricos en Florida.

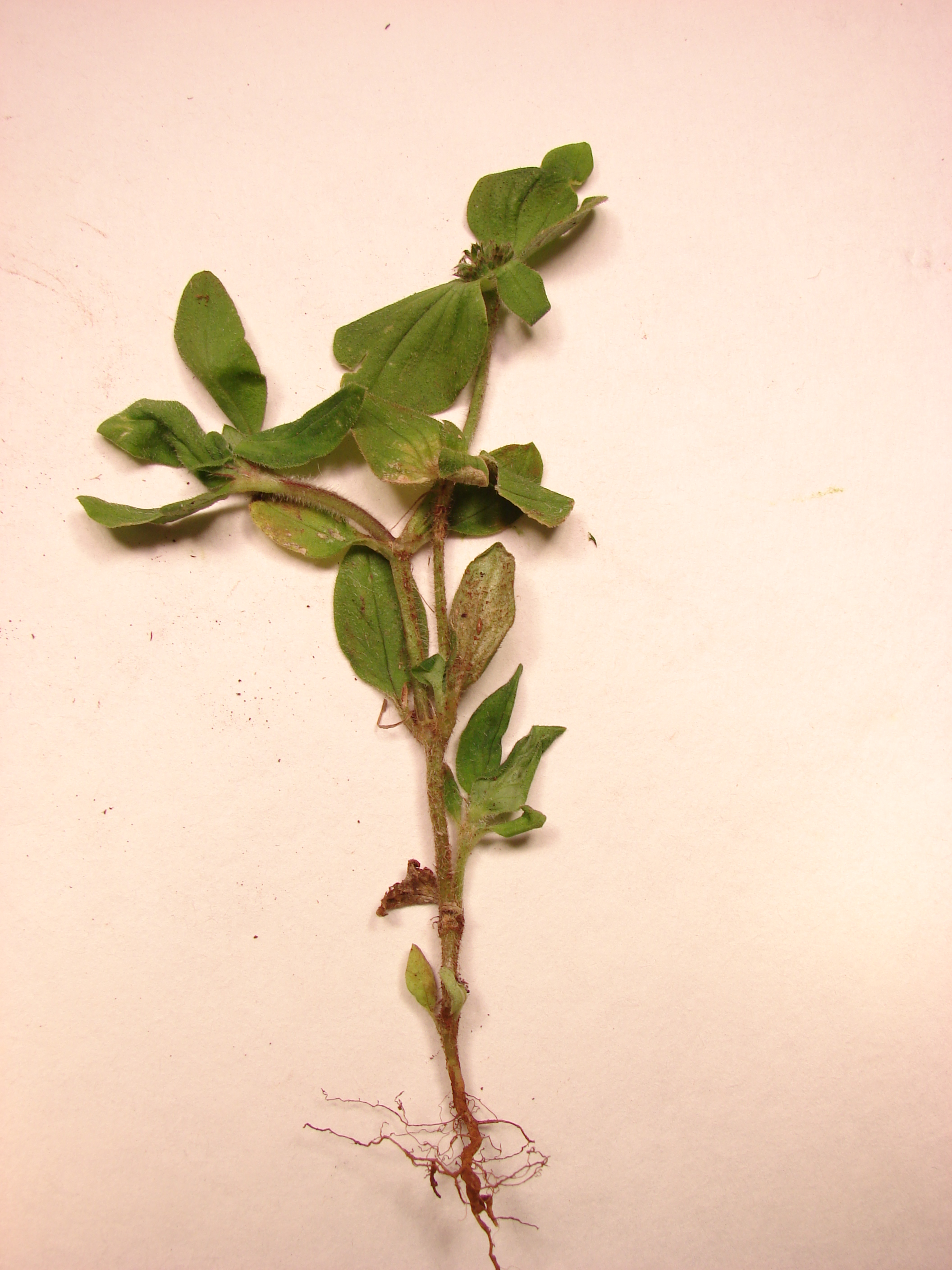
Vista de la planta

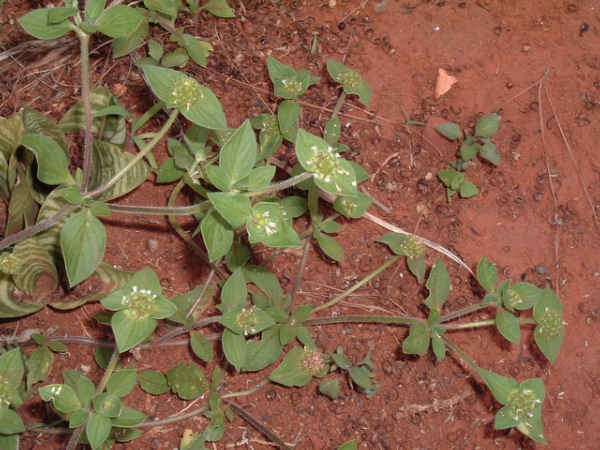
En su hábitat

## Descripción
Esta planta es una planta perenne que crece a partir de una raíz profunda. Los tallos ramificados crecen hasta los 40 centímetros de largo y se encuentran postrados o crecen en posición vertical. Las hojas son ovales dispuestas en oposición con puntas agudas o redondeadas. Miden hasta 6,5 centímetros de largo. La inflorescencia es un racimo de hasta 20 flores, o a veces más. Los pétalos son de color blanco o color rosado.  El fruto es una núcula cabelluda.
La raíz es a menudo un hogar de nematodos.

## Propiedades
En Brasil, esta planta se utiliza en medicina como un antiemético y para la diabetes.

## Taxonomía
Richardia brasiliensis fue descrita por Bernardino António Gomes y publicado en Memoria sobre la Ipecacuanha fusca do Brasil, ou Cipó das Nossas Boticas 31, t. 2. 1801.
Sinonimia
- Richardia adscendens (DC.) Steud.
- Richardia emetica (Mart.) Schult.
- Richardia rosea (A.St.-Hil.) Schult.
- Richardia rosea f. albiflora Kuntze
- Richardia rosea f. lilacina Kuntze
- Richardia sericea Walp.
- Richardia villosa Sessé & Moc. ex DC.
- Richardsonia adscendens DC.
- Richardsonia brasiliensis (Gomes) Klotzsch
- Richardsonia brasiliensis var. dubia Beauverd & Felipp.
- Richardsonia emetica Mart.
- Richardsonia rosea A.St.-Hil.
- Richardsonia sericea Walp.
- Spermacoce adscendens Pav. ex DC.
- Spermacoce ascendens Sessé & Moc.
- Spermacoce hexandra A.Rich.[8]